# Kościół św. Mikołaja w Ciemniewku
Kościół świętego Mikołaja w Ciemniewku – rzymskokatolicki kościół parafialny należący do parafii pod tym samym wezwaniem (dekanat ciechanowski wschodni diecezji płockiej).

## Historia
Jest to świątynia wzniesiona w 1757 roku. Remontowano ją w latach 1828 i 1843 r. Następnie kościół został przebudowany w 1881 roku kosztem Róży Mierzyńskiej. Świątynia była ponownie remontowana w latach 1903 – 04 i 1914 r. Okradziona została w 1930 roku. Następne remonty zostały przeprowadzone w latach 80. XX wieku i 2008 – 11. 

## Architektura
Budowla jest drewniana, trzynawowa, wzniesiona w konstrukcji zrębowej. Świątynia jest orientowana. Jej prezbiterium jest mniejsze w stosunku do nawy, zamknięte jest trójbocznie, z boku znajduje się zakrystia. Z przodu nawy usytuowana jest kruchta z barokowym szczytem i wgłębnym dwukolumnowym portykiem. Kościół nakrywa dach jednokalenicowy, pokryty blachą, na dachu znajduje się ośmiokątna wieżyczka na sygnaturkę. Zwieńcza ją cebulasty blaszany dach hełmowy z latarnią. Wnętrze dzielą na trzy części, dwa rzędy słupów ustawionych po trzy sztuki. Strop płaski obejmuje nawę i prezbiterium. Chór muzyczny jest podparty słupami i charakteryzuje się prostą linii parapetu. Na chórze umieszczony jest prospekt organowy z 1904 roku, instrument wykonał Idzi J. Nowak. Podłoga został wykonana z desek drewnianych. Polichromia ornamentalna z motywami huculskimi z 1929 roku zaprojektowana została przez Bronisława Bryknera. Ołtarz główny i dwa ołtarze boczne w stylu neobarokowym z 2 poł. XIX wieku pochodzą z kościoła farnego w Ciechanowie.